# Bílovec

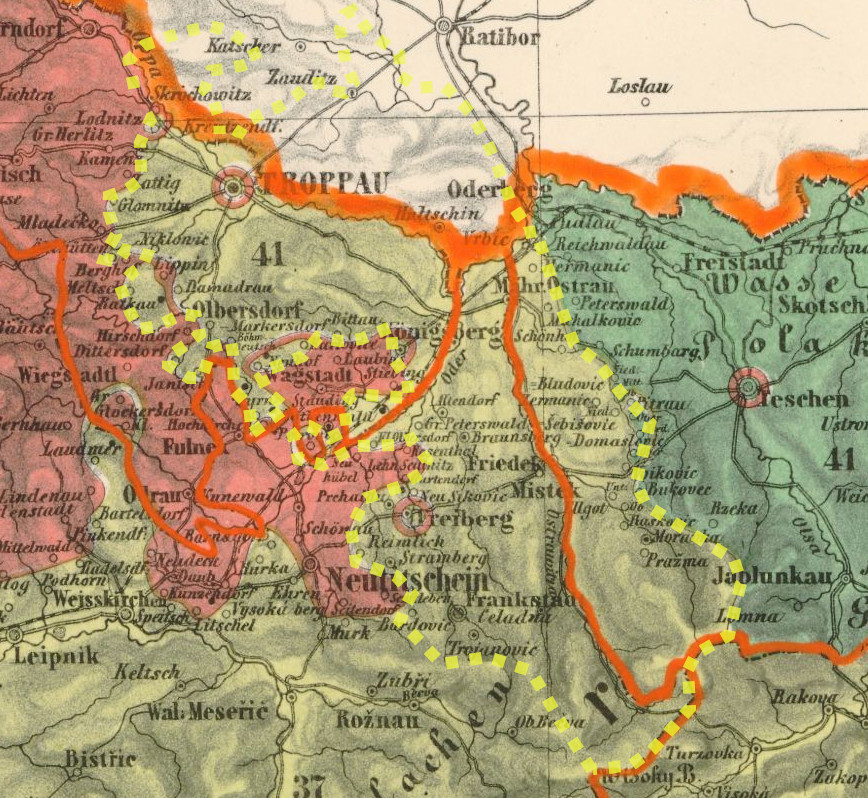
Bílovec als Wagstadt auf einer deutschen Karte der Lachischen Dialekte von 1855

Bílovec (deutsch: Wagstadt) ist eine Stadt im Okres Nový Jičín (Neu Titschein) im Moravskoslezský kraj in Tschechien.

## Geographische Lage
Die Stadt liegt in Mährisch-Schlesien im Städte-Dreieck Ostrava (Ostrau), Opava (Troppau), Nový Jičín (Neu Titschein).

## Geschichte
Bílovec wurde 1276 erstmals erwähnt. Die Stadtgründung erfolgte zwischen 1316 und 1324 durch Wok von Krawarn, die älteste Erwähnung als „Woogstadt“ stammt aus dem Jahre 1324. Im 17. Jahrhundert war es ein bedeutendes Zentrum der Textilindustrie.
Nach dem Münchner Abkommen wurde der Ort dem Deutschen Reich zugeschlagen und gehörte bis 1945 zum Landkreis Wagstadt, Regierungsbezirk Troppau, im Reichsgau Sudetenland. Aufgrund der Beneš-Dekrete wurde der deutsche Bevölkerungsanteil 1945 enteignet und vertrieben.
Bis 1960 war Bílovec Bezirksstadt. Bad Neustadt an der Saale (Bayern) ist seit 2001 Partnerstadt.

## Einwohnerentwicklung
| Jahr | Einwohner | Anmerkungen                                             |
| ---- | --------- | ------------------------------------------------------- |
| 1857 | 3.583     | [ 3 ]                                                   |
| 1900 | 4.556     | deutsche Einwohner                                      |
| 1930 | 4.960     | davon 3.608 Deutsche, 1.198 Tschechen und 122 Ausländer |
| 1939 | 4.607     | [ 5 ]                                                   |

## Sehenswürdigkeiten

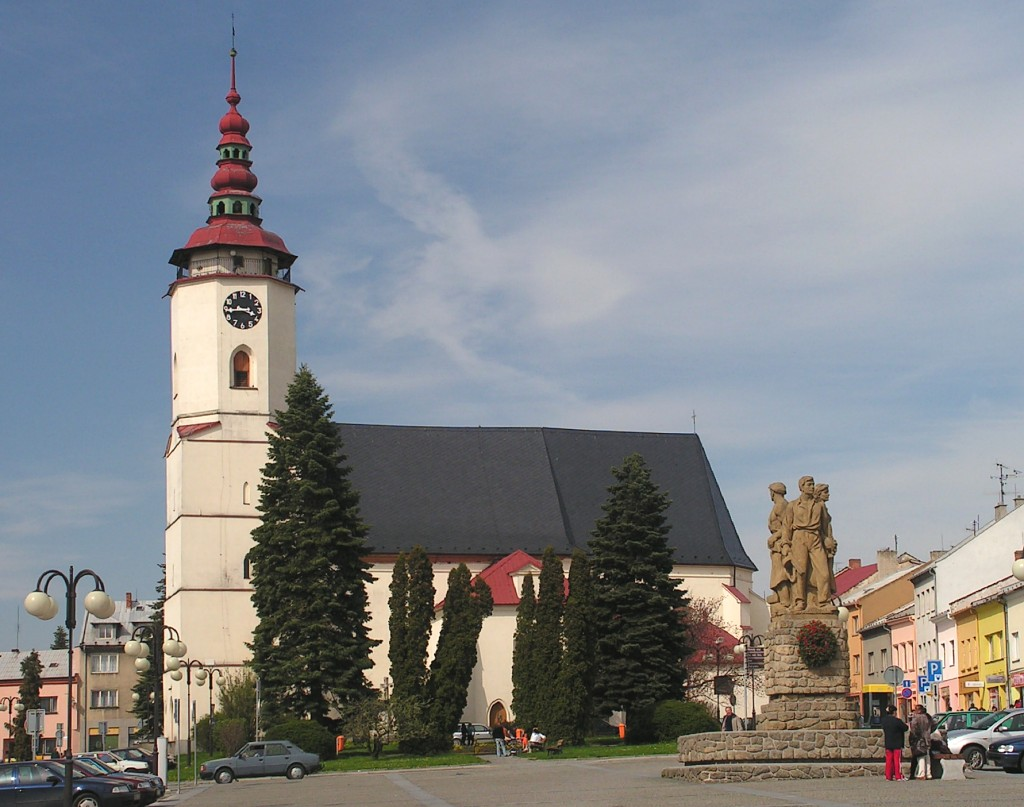
Bílovec, Kirche des Hl. Nikolaus

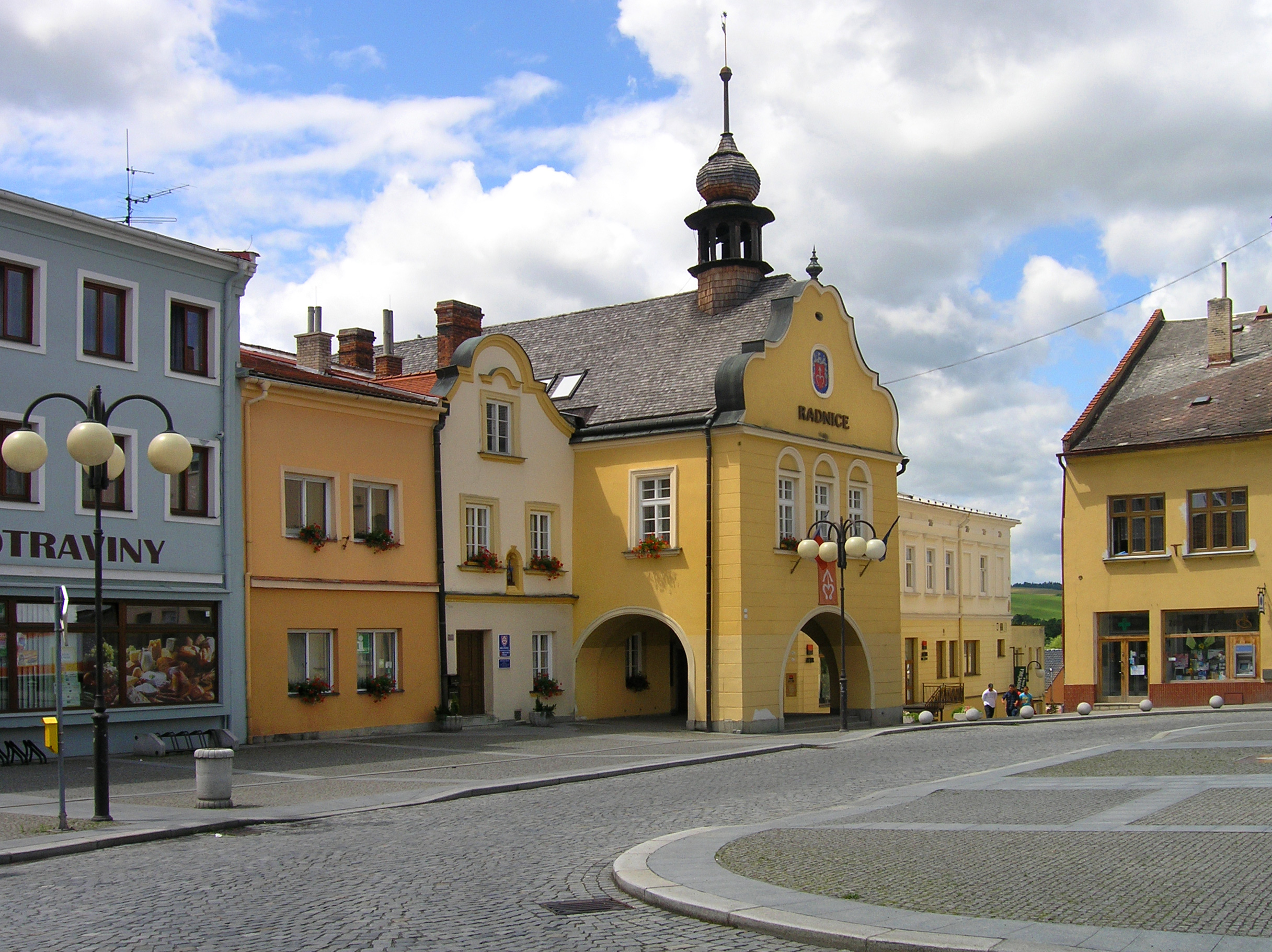
Rathaus

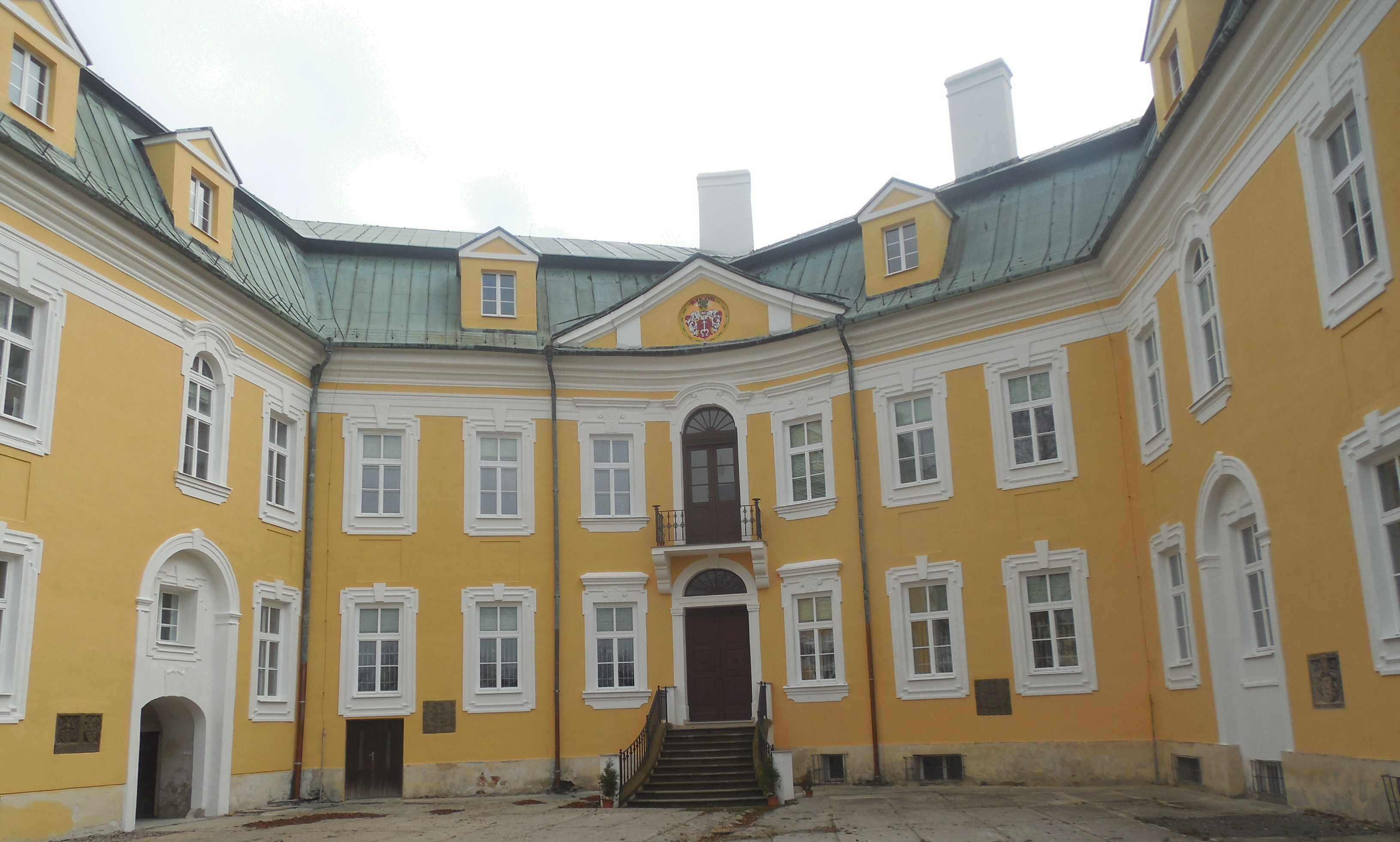
Schloss Bílovec

- Gotische Kirche des Hl. Nikolaus aus dem 14. Jahrhundert
- Renaissance-Rathaus (1593) mit einem Laubengang.
- Renaissance-Schloss aus dem 16. Jahrhundert
- Barockes Stadthaus aus dem 18. Jahrhundert, heute Museum
- Gotische St.-Georgs-Kirche aus dem 13. Jahrhundert in Lubojaty
- Kirche des Hl. Jakob in Stará Ves
- Windmühle in Stará Ves

## Stadtgliederung
Die Stadt Bílovec besteht aus den Ortsteilen
- Bílovec mit Annin Dvůr,
- Bravinné (Brawin) mit Dolní Nový Dvůr (Unterneuhof) und Horní Nový Dvůr (Oberneuhof),
- Labuť (Wipplarsdorf),
- Lhotka (Blaschdorf),
- Lubojaty (Laubias),
- Ohrada (Ohrad),
- Požaha (Poschaha),
- Radotín (Radnitz),
- Stará Ves (Altstadt) und
- Výškovice (Wischkowitz).

## Söhne und Töchter
- Johann Ignaz Cimbal (1722–1795), österreichischer Maler und Etcher
- Felix Ivo Leicher (1727–1812), österreichischer Maler
- Andreas Rutzky von Brennau (1829–1896), österreich-ungarischer General und Militärschriftsteller
- Karl Raimund Kristinus (1843–1904), österreichischer Chorleiter, Musikpädagoge und Komponist
- Hugo Schmidt (1844–1907), sudetendeutscher sozialdemokratischer Politiker
- Richard Trampler (1845–1907), Historiker, Geograph, Pädagoge und Karst-Höhlenforscher
- Rudolf Sokol (1887–1974), österreichischer Maler
- Moritz Daublebsky-Sterneck (1912–1986), österreichischer Gerechter unter den Völkern
- Emil Ressel (1921–1991), Maler und Grafiker
- Otto Urban (1938–1996), Historiker
- Widmar Tanner (* 1938), deutscher Biologe
- Joseph Carl Schöpp (* 1939), deutscher Amerikanist, Hochschullehrer
- Miloš Holaň (* 1971), Eishockeyspieler
- Květa Peschke (* 1975), Tennisspielerin
- Nikol Sajdová (* 1988), Volleyballspielerin
- Petra Kvitová (* 1990), Tennisspielerin
- Adam Pavlásek (* 1994), Tennisspieler
- Vít Kopřiva (* 1997), Tennisspieler